# Селница (општина)
Селница је насељено место и седиште општине у Међимурској жупанији, Хрватска. До територијалне реорганизације у Хрватској налазила се у саставу бивше велике општине Чаковец.

## Становништво
На попису 2011. године, општина Селница је имала 2.991 становника, од чега у самој Селници 1.076.

## Попис1991.
На попису становништва 1991. године, насељено место Селница је имало 1.059 становника, следећег националног састава:
| Попис 1991.‍   | Попис 1991.‍  | Попис 1991.‍ | Попис 1991.‍ | Попис 1991.‍ |
| ------------- | ------------ | ----------- | ----------- | ----------- |
|               |              |             |             |             |
| Хрвати        | Хрвати       |             | 1.019       | 96,22%      |
| Словенци      | Словенци     |             | 12          | 1,13%       |
| Југословени   | Југословени  |             | 2           | 0,18%       |
| Руси          | Руси         |             | 2           | 0,18%       |
| Македонци     | Македонци    |             | 1           | 0,09%       |
| Пољаци        | Пољаци       |             | 1           | 0,09%       |
| Румуни        | Румуни       |             | 1           | 0,09%       |
| Срби          | Срби         |             | 1           | 0,09%       |
| неопредељени  | неопредељени |             | 13          | 1,22%       |
| непознато     | непознато    |             | 7           | 0,66%       |
| укупно: 1.059 |              |             |             |             |